# Prawo Cannona
Prawo Cannona (prawo Cannona-Rosenblutha) – opisana przez Waltera Cannona i Arturo Rosenbluetha prawidłowość, głosząca, że po odnerwieniu wzrasta wrażliwość tkanek na neuroprzekaźniki.